# Iglesia de San Francisco de Asís (Toronto)
La Iglesia de San Francisco de Asís  (en inglés: St. Francis of Assisi) es una iglesia católica en el barrios de Toronto de la Pequeña Italia y Trinity Bellwoods, y dentro de la Arquidiócesis de Toronto, en la provincia de Ontario en Canadá. Ha sido manejada desde 1968 por los frailes Franciscanos de la provincia de la inmaculada Concepción.
La iglesia parroquial original y Comunidad de San Francisco de Asís fue establecida en 1902 en la esquina de Dundas.